# Stable Marriage Problem
In der Mathematik, der Volkswirtschaftslehre und der Informatik bezeichnet das Stable Marriage Problem (englisch für: Problem der stabilen Paarung, auch “stable matching problem” oder SMP) das Problem, eine stabile Paarung zwischen zwei gleich großen Mengen von Elementen zu finden, anhand einer gegebenen Präferenzordnung für jedes Element. Eine Paarung (oder ein Matching) ist eine Zuordnung der Elemente der einen Menge zu den Elementen der anderen Menge. Sie ist nicht stabil, wenn
a.) Ein Element A aus der ersten Menge ein gegebenes Element B aus der zweiten Menge gegenüber dem Element bevorzugt, mit dem A schon gematcht ist, und
b.) B ebenfalls A gegenüber dem Element präferiert, mit dem B schon gematcht ist.
Mit anderen Worten: Eine Paarung ist stabil, wenn kein Match (A, B) existiert, bei dem sowohl A als auch B individuell bessergestellt wären als mit dem Element, mit dem sie gerade gematcht sind.
Das Stable Marriage Problem nimmt heterosexuelle Paare an und wurde wie folgt formuliert:

„n Männer und n Frauen, von denen jede Person alle Angehörigen des anderen Geschlechts in der Reihenfolge ihrer Präferenz angeordnet hat, sollen so verheiratet werden, dass es keine zwei Menschen unterschiedlichen Geschlechts gibt, die beide lieber einander geheiratet hätten als ihre gegenwärtigen Partner. Wenn es keine solchen Paare gibt, gilt die Menge der Ehen als stabil.“

Man beachte, dass sich dieses Problem darin vom Stable Roommates Problem unterscheidet, dass es zwei verschiedene Klassen gibt, die miteinander ein Paar bilden müssen (in diesem Beispiel Männer und Frauen).

## Anwendungen
Algorithmen zur Lösung des Stable Marriage Problem lassen sich in vielen Praxissituationen anwenden. Dabei ist die Zuweisung von Medizinabsolventen zur ärztlichen Weiterbildung im Krankenhaus in den USA vielleicht die bekannteste. Im Jahr 2012 erhielten Lloyd Shapley und Alvin E. Roth den Nobelpreis für Wirtschaftswissenschaften „für die Theorie stabiler Allokationen und die Anwendung des Marktdesigns“.
Eine wichtige Anwendung von Stable Marriage im großen Rahmen ist die Zuweisung von Nutzern zu Servern bei einem großen verteilten Internetdienst.  Milliarden von Nutzern rufen Webseiten, Videos und andere Dienste im Internet auf. Dabei muss jeder Nutzer zu einem von (potenziell) hunderttausenden Servern auf der ganzen Welt gematcht werden, die diesen Dienst anbieten. Ein Nutzer bevorzugt solche Server, die in hinreichender Nähe sind, um eine schnellere Antwortzeit für den gewünschten Dienst zu ermöglichen. Das führt zu einer (partiellen) Präferenzordnung der Server für jeden Nutzer. Jeder Server wiederum bevorzugt Nutzer, derer Bedienung wenig kostet, sodass sich eine (partielle) Präferenzordnung der Nutzer für jeden Server ergibt. Content Delivery Networks, die einen großen Teil der weltweiten Inhalte und Dienste verteilen, lösen dieses große und komplexe Stable Marriage Problem zwischen Nutzern und Servern alle Zehntelsekunden. Damit ermöglichen sie Milliarden von Nutzern, mit den jeweiligen Servern gematcht zu werden, die ihre gewünschten Webseiten, Videos oder anderen Dienste zur Verfügung stellen.

## Gale-Shapley-Algorithmus
Im Jahr 1962 bewiesen David Gale und Lloyd Shapley, dass es für eine gleiche Anzahl an Männern und Frauen immer möglich ist, das Stable Marriage Problem zu lösen, sodass alle Ehen stabil sind. Sie präsentierten dafür einen Algorithmus.
Der Gale-Shapley-Algorithmus enthält eine gewisse Anzahl von „Runden“ oder „Iterationen“:
- In der ersten Runde macht zuerst

a) jeder nicht-verlobte Mann derjenigen Frau, die ihm am besten gefällt, einen Heiratsantrag, und dann
b) antwortet jede Frau dem Verehrer, der ihr am besten gefällt, mit „vielleicht“ und allen anderen mit „nein“. Damit ist sie vorläufig mit dem Verehrer verlobt, der ihr bis dahin am besten gefällt, und dieser Verehrer ist entsprechend vorläufig mit ihr verlobt.
- In jeder folgenden Runde macht zuerst

a) jeder nicht-verlobte Mann derjenigen Frau einen Antrag, die ihm am besten gefällt und der er noch keinen Antrag gemacht hat (unabhängig davon, ob diese Frau schon verlobt ist).
b)  Dann antwortet jede Frau „vielleicht“, wenn sie gerade nicht verlobt ist oder wenn sie diesen Mann gegenüber ihrem gegenwärtigen vorläufigen Partner bevorzugt (in diesem Fall weist sie ihren gegenwärtigen vorläufigen Partner zurück und löst die Verlobung auf). Dadurch, dass Verlobungen vorläufig sind, behält eine schon verlobte Frau das Recht, ihren bis-dato-Partner sitzenzulassen und durch einen besseren zu ersetzen.
- Dieser Vorgang wird so lange wiederholt, bis jeder verlobt ist.

Die Laufzeitkomplexität dieses Algorithmus ist {\displaystyle O(n^{2})}, wobei {\displaystyle n} die Anzahl der Männer oder Frauen ist.
Dieser Algorithmus garantiert, dass
Jeder heiratetAm Ende kann es keinen Mann und keine Frau geben, die beide nicht verlobt sind. Das liegt daran, dass er ihr irgendwann einen Antrag gemacht haben muss (denn ein Mann wird schließlich jeder Frau einen Antrag machen, wenn dies nötig sein sollte). Und sobald sie einen Antrag erhält, wäre sie daraufhin notwendigerweise (mit irgendjemandem) verlobt.
Die Ehen stabil sindAlice und Bob seien beide verlobt, aber nicht miteinander. Nach Beendigung des Algorithmus ist es nicht möglich, dass sowohl Alice als auch Bob einander gegenüber ihren jeweiligen derzeitigen Partnern vorziehen. Wenn Bob Alice seiner gegenwärtigen Partnerin vorzieht, muss er Alice vor dieser einen Antrag gemacht haben. Wenn Alice seinen Antrag angenommen hat, aber schlussendlich nicht mit ihm verheiratet ist, muss sie ihn für jemanden, den sie mehr mag, verlassen haben. Daher kann sie Bob nicht mehr mögen als ihren gegenwärtigen Partner. Wenn Alice seinen Antrag abgelehnt hat, war sie bereits mit jemandem verlobt, den sie mehr mochte als Bob.

### Algorithmus
```
function
 stableMatching {
    Initialisiere alle 
m
 ∈ M und 
w
 ∈ W als 
alleinstehend

    
while
 ∃ Mann 
m
, der noch einer Frau w einen Antrag machen kann 
alleinstehend
 {
       w = erste Frau auf m’s Liste, der m noch keinen Antrag gemacht hat
       
if
 w ist 
alleinstehend

         (m, w) sind 
verlobt

       
else
 gibt es schon ein Paar (m', w)
         
if
 w m gegenüber m' bevorzugt
            m' wird 
alleinstehend

           (m, w) sind 
verlobt

         
else

           (m', w) bleiben 
verlobt

    }
}
```

### Optimalität der Lösung
Während die Lösung stabil ist, ist sie nicht notwendigerweise auch aus Sicht aller Individuen optimal. Die traditionelle Form des Algorithmus ist optimal für die Gruppe, die die Anträge macht. Diese stabile und für die Antragsteller optimale Lösung muss jedoch nicht optimal für die Antragempfänger sein. Das zeigt folgendes Beispiel:
Es gibt drei Antragsteller (A,B,C) und drei Antragempfänger (X,Y,Z), die folgende Präferenzen haben:
A: YXZ   B: ZYX   C: XZY   X: BAC   Y: CBA   Z: ACB
Es gibt drei stabile Lösungen für diese Matchinganordnung:
Die Antragsteller erhalten ihre erste Wahl und die Antragempfänger ihre dritte (AY, BZ, CX)
Alle Teilnehmer erhalten ihre zweite Wahl (AX, BY, CZ)
Die Antragempfänger erhalten ihre erste Wahl und die Antragsteller ihre dritte (AZ, BX, CY)
Alle drei Lösungen sind stabil, weil Instabilität erfordert, dass beide Teilnehmer mit einem anderen Partner glücklicher wären. Wenn eine Gruppe ihre erste Wahl erhält, garantiert dies, dass die Matches stabil sind, weil Gruppenmitglieder mit jedem anderen vorgeschlagenen Match unglücklicher würden. Wenn jeder seine zweite Wahl erhält, ist garantiert, dass jedes andere Match einer der beiden Parteien missfallen wird. Der Algorithmus konvergiert in einer einzigen Runde zur Antragsteller-optimalen Lösung, weil jeder Antragempfänger genau einen Antrag erhält und daher diesen Antrag als beste Wahl auswählt. Damit ist garantiert, dass der Antrag jedes Antragstellers angenommen wird, womit das Match endet. Diese Asymmetrie der Optimalität ist der Tatsache geschuldet, dass die Antragsteller aus der gesamten Menge wählen können, die Antragempfänger aber zu jedem Zeitpunkt aus einer begrenzten Teilmenge der Antragsteller wählen.

## Stable Marriage mit Indifferenz
In der klassischen Version des Problems muss jede Person die Angehörigen des anderen Geschlechts in einer strikten Präferenzordnung anordnen. In der Praxis kann eine Person allerdings zwei oder mehr Personen im gleichen Maße favorisieren. Eine solche unentschiedene Präferenz wird als Indifferenz bezeichnet. Im folgenden Beispiel ist {\displaystyle m_{2}} unentschieden zwischen {\displaystyle w_{3}\&w_{1}}, und {\displaystyle w_{2}} ist unentschieden zwischen {\displaystyle m_{1}\&m_{2}}.
{\displaystyle m_{1}[\ w_{2}\ w_{1}\ w_{3}\ ]\ \ \ \ \ \ w_{1}[\ m_{3}\ m_{2}\ m_{1}\ ]}
{\displaystyle m_{2}[\left(w_{3}\ w_{1}\right)w_{2}]\ \ \ \ \ \ w_{2}[\left(m_{1}\ m_{2}\right)m_{3}]}
{\displaystyle m_{3}[\ w_{1}\ w_{2}\ w_{3}\ ]\ \ \ \ \ \ w_{3}[\ m_{2}\ m_{3}\ m_{1}\ ]}
Wenn unentschiedene Präferenzlisten zugelassen sind, hat das Stable Marriage Problem drei Stabilitätskonzepte, die in den folgenden Abschnitten behandelt werden.
Ein Matching wird als schwach stabil bezeichnet, sofern es kein Paar gibt, sodass jeder von beiden den anderen strikt gegenüber seinem/ihren Matchingpartner bevorzugt. Robert W. Irving  hat den Gale-Shapley-Algorithmus wie folgt erweitert, um so ein schwach stabiles Matching zum Zeitpunkt {\displaystyle O(n^{2})} zu liefern, wobei n die Größe des Stable Marriage Problem bezeichnet. Wenn die Männer und Frauen in ihren Präferenzen indifferent sind, wird willkürlich entschieden. Mit dem Fortschreiten des Algorithmus werden die Präferenzlisten immer kürzer.
```
Ordne
 
jede
 
Person
 
als
 
alleinstehend
 
ein
;

	
while
 
(
irgendein
 
Mann
 
m
 
alleinstehend
 
ist
)
 
do

	
begin

		
w
 
:
=
 
erste
 
Frau
 
auf
 
m
'
s
 
Liste
;

		
m
 
macht
 
einen
 
Antrag
 
und
 
verlobt
 
sich
 
mit
 
w
;

		
if
 
(
irgendein
 
Mann
 
m
'
 
mit
 
w
 
verlobt
 
ist
)
 
then

		    
ordne
 
m
'
 
als
 
alleinstehend
 
ein
;

		
for
 
each
 
(
Nachfolger
 
m
''
 
von
 
m
 
auf
 
w
'
s
 
Liste
)
 
do

			
delete
 
das
 
Paar
 
(
m
''
,
 
w
)

	
end
;

	
gib
 
die
 
verlobten
 
Paare
 
aus
,
 
die
 
ein
 
stabiles
 
Matching
 
bilden

```

Ein Matching ist super-stabil, wenn es kein Paar gibt, sodass jeder von beiden den anderen strikt gegenüber seinem/ihrem Partner bevorzugt oder zwischen ihnen indifferent ist. Robert W. Irving hat den oben beschriebenen Algorithmus modifiziert, um zu überprüfen, ob es ein solches super-stabiles Matching gibt und, falls dieses existiert, das Matching zum Zeitpunkt {\displaystyle O(n^{2})} ausgibt. Im Folgenden der Pseudo-Code:
```
Ordne
 
jede
 
Person
 
als
 
alleinstehend
 
ein
;

repeat

	
while
 
(
irgendein
 
Mann
 
m
 
alleinstehend
 
ist
)
 
do

	  
for
 
each
 
(
Frau
 
w
 
am
 
Anfang
 
von
 
m
'
s
 
Liste
)
 
do

	  
begin

	  
m
 
macht
 
einen
 
Antrag
 
und
 
verlobt
 
sich
 
mit
 
w
;

		
for
 
each
 
(
strikten
 
Nachfolger
 
m
'
 
von
 
m
 
auf
 
w
'
s
 
Liste
)
 
do

		
begin

			
if
 
(
m
'
 
ist
 
verlobt
)
 
mit
 
w
 
then

			   
break
 
die
 
Verlobung
;

			
delete
 
the
 
pair
 
(
m
'
.
 
w
)

		
end

	  
end

	
for
 
each
 
(
woman
 
w
 
who
 
is
 
multiply
 
engaged
)
 
do

	
begin

		
break
 
all
 
engagements
 
involving
 
W
;

		
for
 
each
 
(
man
 
m
 
at
 
the
 
tail
 
of
 
w
’
s
 
list
)
 
do

		  
delete
 
the
 
pair
 
(
m
.
 
w
)

    
end
;

until
 
(
some
 
man
’
s
 
list
 
is
 
empty
)
 
or
 
(
jeder
 
verlobt
 
ist
);

if
 
jeder
 
verlobt
 
ist
,
 
then

	
ist
 
die
 
Verlobungsrelation
 
ein
 
super
-
stabiles
 
Matching

else

	
existiert
 
kein
 
super
-
stabiles
 
Matching

```

Ein Matching ist stark stabil, wenn es kein Paar x, y gibt, sodass x y strikt gegenüber seinem/ihrem Partner bevorzugt und y entweder x strikt gegenüber seinem/ihrem Partner bevorzugt oder indifferent zwischen beiden ist. Robert W. Irving hat einen Algorithmus entwickelt, der überprüft, ob so ein stark stabiles Matching existiert und, wenn es existiert, das Matching ausgibt. Der Algorithmus berechnet das perfekte Matching zwischen Mengen von Männern und Frauen, sodass er die kritische Menge an Männern findet, die mit mehreren Frauen verlobt sind. Da solche Verlobungen niemals stabil sind, werden alle solchen Paare gelöscht, und der Antragsprozess wird wiederholt, bis entweder 1) die Präferenzliste irgendeines Mannes leer wird (in diesem Fall gibt es kein stark stabiles Matching) oder 2) ein stark stabiles Matching erreicht wird. Hier der Pseudo-Code, um ein stark stabiles Matching zu finden. Es hat eine Laufzeit von {\displaystyle O(n^{4})}, was im Lemma 4.6 erklärt wird.
```
Ordne
 
jede
 
Person
 
als
 
alleinstehend
 
ein
;

repeat

	
while
 
(
irgendein
 
Mann
 
alleinstehend
 
ist
)
 
do

	  
for
 
each
 
(
Frau
 
w
 
am
 
Anfang
 
von
 
m
'
s
 
Liste
)
 
do

	  
begin

	  
m
 
macht
 
einen
 
Antrag
 
und
 
verlobt
 
sich
 
mit
 
w
;

		
for
 
each
 
(
strikten
 
Nachfolger
 
m
'
 
von
 
m
 
auf
 
w
'
s
 
Liste
)
 
do

		
begin

			
if
 
(
m
'
 
verlobt
 
ist
)
 
mit
 
w
 
then

			   
break
 
die
 
Verlobung
;

			
delete
 
das
 
Paar
 
(
m
'
.
 
w
)

		
end

	  
end

    
if
 
(
die
 
Verlobungsrelation
 
kein
 
perfektes
 
Matching
 
enthält
)
 
then

    
begin

	    
finde
 
die
 
kritische
 
Menge
 
Z
 
an
 
Männern
;

	    
for
 
each
 
(
Frau
 
w
 
die
 
mit
 
einem
 
Mann
 
aus
 
Z
 
verlobt
 
ist
)
 
do

	    
begin

	        
break
 
alle
 
Verlobungen
 
von
 
w
;

  	        
for
 
each
 
Mann
 
m
 
am
 
Ende
 
von
 
w
'
s
 
Liste
 
do

	            
delete
 
das
 
Paar
 
(
m
,
 
w
)

	    
end
;

    
end
;

until
 
(
die
 
Liste
 
eines
 
Mannes
 
leer
 
ist
)
 
or
 
(
jeder
 
verlobt
 
ist
);

if
 
jeder
 
verlobt
 
ist
 
then

	
ist
 
die
 
Verlobungsrelation
 
ein
 
super
-
stabiles
 
Matching

else

	
existiert
 
kein
 
stark
-
stabiles
 
Matching

```

## Ähnliche Probleme
Das Zuordnungsproblem versucht, in einem gewichteten zweiteiligen Graphen ein Matching mit maximaler Gewichtung zu finden. Maximal gewichtete Matchings müssen nicht stabil sein, aber in manchen Anwendungen ist ein maximal gewichtetes Matching besser als ein stabiles.
Das Stable Roommates Problem ist ähnlich wie das Stable Marriage Problem, aber es unterscheidet sich insofern davon, dass alle Teilnehmer einer einzigen Gruppe angehören (anstatt zu gleichen Teilen in „Männer“ und „Frauen“ getrennt zu sein).
Das Krankenhäuser/Assistenzärzte-Problem – auch bekannt als das Hochschulzulassungsproblem – unterscheidet sich vom Stable Marriage Problem insofern, dass ein Krankenhaus mehrere Assistenzärzte aufnehmen kann. Ebenso kann eine Hochschule mehr als einen Studenten in einem Jahrgang haben. Algorithmen zur Lösung des Krankenhäuser/Assistenzärzte-Problems können krankenhausorientiert sein (wie es das NRMP vor 1995 war), oder ärzteorientiert. Dieses Problem wurde mit einem Algorithmus aus dem gleichen originalen Paper von Gale und Shapley gelöst, in dem auch das Stable Marriage Problem gelöst wurde.
Das Krankenhäuser/Assistenzärzte-Problem mit Paaren ermöglicht es, dass die Menge der Assistenzärzte Paare enthält, die zusammen zugewiesen werden müssen – entweder zum gleichen Krankenhaus oder zu zwei konkreten Krankenhäusern, die das Paar ausgewählt hat. Damit will beispielsweise ein Ehepaar sichergehen, dass beide Partner zusammen bleiben und nicht in Ausbildungsprogrammen landen, die weit voneinander entfernt sind. Das Hinzufügen von Paaren zum Krankenhäuser/Assistenzärzte-Problem macht das Problem NP-vollständig.
Das Matching Problem mit Verträgen stellt eine Generalisierung des Matchingproblems dar, in dem Teilnehmer mit verschiedenen Vertragsbedingungen gematcht werden können. Ein wichtiger Spezialfall ist dabei das Matching mit flexiblen Löhnen.

## Implementierung in Softwarepaketen
- R: Der Gale–Shapley-Algorithm (auch als Deferred-Acceptance-Algorithmus bezeichnet) für das Stable Marriage Problem und das Krankenhäuser/Assistenzärzte-Problem ist im Paket matchingMarkets[11][12] implementiert.

- Python: Der Gale-Shapley-Algorithmus ist gemeinsam mit einigen anderen Algorithmen für generalisierte Matchingprobleme im Paket QuantEcon/MatchingMarkets.py enthalten.[13]

- API: Die MatchingTools API stellt den Gale-Shapley-Algorithmus über eine freie Programmierschnittstelle zur Verfügung.[14]

### Lehrbücher und weitere wichtige Werke, die im Text nicht zitiert werden
- L. Dubins, D. Freedman: Machiavelli and the Gale–Shapley algorithm. In: American Mathematical Monthly. 88. Jahrgang, Nr. 7, 1981, S. 485–494, doi:10.2307/2321753.
- J. Kleinberg, E. Tardos (2005). Algorithm Design, Kapitel 1, pp 1–12. Siehe auch Begleit-Website für den Text aw-bc.com.
- D. E. Knuth (1976). Mariages stables. Montreal: Les Presses de l'Universite de Montreal.
- D. E. Knuth (1996). Stable Marriage and Its Relation to Other Combinatorial Problems: An Introduction to the Mathematical Analysis of Algorithms, english translation, (CRM Proceedings and Lecture Notes), American Mathematical Society.
- B. Pittel (1992). On likely solutions of a stable marriage problem, The Annals of Applied Probability 2; 358-401.
- A. E. Roth (1984). The evolution of the labor market for medical interns and residents: A case study in game theory, Journal of Political Economy 92: 991–1016.
- A. E. Roth, M. A. O. Sotomayor (1990). Two-sided matching: A study in game-theoretic modeling and analysis Cambridge University Press.
- Yoav Shoham, Kevin Leyton-Brown: Multiagent Systems: Algorithmic, Game-Theoretic, and Logical Foundations. Cambridge University Press, New York 2009, ISBN 978-0-521-89943-7 (masfoundations.org). Siehe Abschnitt 10.6.4; downloadable free online.
- J. Schummer, R.V. Vohra: Algorithmic Game Theory. 2007, ISBN 978-0-521-87282-9, Mechanism design without money, S. 255–262 (cambridge.org [PDF]).